# Список депутатов Народного Собрания — Парламента Республики Абхазия VI созыва
Список депутатов Народного Собрания-Парламента Республики Абхазия по итогам выборов депутатов, прошедших на территории Республики Абхазия 12 и 26 марта 2017 года. Срок полномочий Парламента Республики Абхазия начался 12 апреля 2017 года.
На первой сессии VI созыва 12 апреля 2017 года Спикером Народного Собрания-Парламента Республики Абхазия избран Валерий Кварчия.
Вице-спикерами избраны:
- депутат от Мачарского избирательного округа №25 (Гулрыпшский район) - Саид Харазия;
- депутат от Лыхнынского избирательного округа №16 (Гудаутский район) - Михаил Сангулия;
- депутат от Гумистинского избирательного округа №22 (Сухумский район) - Левон Галустян.

| Номер избирательного округа и его официальное наименование | Депутат                                                     | Административно-территориальная единица Республики Абхазия | Имя на абхазском языке | Партийность                                                            | Примечания |
| ---------------------------------------------------------- | ----------------------------------------------------------- | ---------------------------------------------------------- | ---------------------- | ---------------------------------------------------------------------- | --- |
| №1 - "Новый район"                                         | Кварчия Гиви Анатольевич                                    | город Сухум                                                |                        |                                                                        | |
| №2 - "Новый район"                                         | Джапуа Алмас Северьянович                                   | город Сухум                                                |                        | Политическая партия "АЙНАР"                                            | |
| №3 - "Старый поселок"                                      | Агрба Валерий Владимирович                                  | город Сухум                                                |                        |                                                                        | |
| №4 - "Северный"                                            | Айба Батал Эдуардович                                       | город Сухум                                                |                        |                                                                        | |
| №5 - "Синопский"                                           | Ашуба Лаша Нугзарович                                       | город Сухум                                                |                        |                                                                        | |
| №6 - "Центральный"                                         | Лолуа Рауль Валериевич                                      | город Сухум                                                |                        |                                                                        | |
| №7 - "Библиотека"                                          | Джинджолия Алхас Владимирович                               | город Сухум                                                |                        |                                                                        | |
| №8 - "Маякский"                                            | Абухба Ахра Иванович                                        | город Сухум                                                |                        | Республиканская политическая партия «Форум народного единства Абхазии» | |
| №9 - "Пицундский"                                          | Смыр Беслан Алексеевич                                      | город Пицунда, Гагрского района                            |                        |                                                                        | |
| №10 - "Бзыпский"                                           | Хагуш Юрий Львович                                          | Гагрский район                                             |                        |                                                                        | |
| №11 - "Гагрский"                                           | Аршба Астамур Борисович                                     | город Гагра, Гагрского района                              |                        |                                                                        | |
| №12 - "Гагрский городской"                                 | Цишба Александр Владимирович                                | город Гагра, Гагрского района                              |                        |                                                                        | |
| №13 - "Цандрыпшский"                                       | Дащян Левон Вагаршакович                                    | Гагрский район                                             |                        |                                                                        | |
| №14 - "Отхарский"                                          | Дбар Дмитрий Сергеевич                                      | Гудаутский район                                           |                        |                                                                        | |
| №15 - "Дурипшский"                                         | Ардзинба Дмитрий Григорьевич                                | Гудаутский район                                           |                        |                                                                        | |
| №16 - "Лыхнынский"                                         | Сангулия Михаил Петрович                                    | Гудаутский район                                           |                        |                                                                        | избран вице-спикером Народного Собрания-Парламента Республики Абхазия VI созыва |
| №17 - "Гудаусткий первый"                                  | выборы не состоялись. С мая 2017 Чамагуа, Леонид Михайлович | город Гудаута, Гудаутского района                          |                        |                                                                        | Выборы не состоялись по причине того, что не один из двух кандидатов не набрал более 50% голосов. Решением Центризбиркома повторные выборы по избирательному округу №17 назначены на 14 мая 2017 года. |
| №18 - "Гудаутский городской второй"                        | Анкваб Александр Золотинскович                              | город Гудаута, Гудаутского района                          |                        |                                                                        | |
| №19 - "Аацынский"                                          | Гунба Дмитрий Георгиевич                                    | Гудаутский район                                           |                        |                                                                        | |
| №20 "Новоафонский"                                         | Смыр Натали Викторовна                                      | город Новый Афон, Гудаутского района                       |                        |                                                                        | |
| №21 - "Эшерский"                                           | Ардзинба Алмасхан Зурабович                                 | Сухумский район                                            |                        |                                                                        | |
| №22 - "Гумистинский"                                       | Галустян Левон Миружанович                                  | Сухумский район                                            |                        |                                                                        | избран вице-спикером Народного Собрания-Парламента Республики Абхазия VI созыва |
| №23 - "Баслатский"                                         | Кварчия Валерий Еремеевич                                   | Сухумский район                                            |                        | Республиканская политическая партия «Форум народного единства Абхазии» | избран спикером Народного Собрания-Парламента Республики Абхазия VI созыва |
| №24 - "Пшапский"                                           | Миносян Ашот Ваграмович                                     | Гулрыпшский район                                          |                        |                                                                        | |
| №25 - "Мачарский"                                          | Харазия Саид Геннадиевич                                    | Гулрыпшский район                                          |                        |                                                                        | избран вице-спикером Народного Собрания-Парламента Республики Абхазия VI созыва |
| №26 - "Драндский"                                          | Гуния Илья Чичикович                                        | Гулрыпшский район                                          |                        |                                                                        | |
| №27 - "Баслахуский"                                        | Бебия Венори Яковлевич                                      | Очамчырский район                                          |                        |                                                                        | |
| №28 - "Гупский"                                            | Логуа Астамур Омарович                                      | Очамчырский район                                          |                        |                                                                        | |
| №29 - "Члоуский"                                           | Тарба Астамур Адикович                                      | Очамчырский район                                          |                        |                                                                        | |
| №30 - "Кутолский"                                          | Табагуа Батал Иванович                                      | Очамчырский район                                          |                        |                                                                        | |
| №31 - "Кындыгский"                                         | Бжания Аслан Георгиевич                                     | Очамчырский район                                          |                        |                                                                        | |
| №32 - "Очамчырский"                                        | Тарба Инал Романович                                        | Очамчырский район                                          |                        |                                                                        | |
| №33 - "Ткуарчалский первый"                                | Ардзинба Тайфун Наимович                                    | город Ткуарчал, Ткуарчалского района                       |                        | Республиканская политическая партия «Форум народного единства Абхазии» | |
| №34 - "Ткуарчалский второй"                                | Джинджолия Омар Какович                                     | Ткуарчалский район                                         |                        |                                                                        | |
| №35 - "Галский"                                            | Пертая Каха Зауриевич                                       | Галский район                                              |                        |                                                                        | |